# 塞納塔夫山
85°13′S 167°12′W / 85.217°S 167.200°W
塞納塔夫山（Cenotaph Hill），是南極洲的山峰，位於阿蒙森海岸，處於斯特羅姆冰川和利夫冰川之間，屬於毛德王后山脈的一部分，海拔高度2,070米，現時由南極條約體系管理。